# Glossosoma baclava
Glossosoma baclava is een schietmot uit de familie Glossosomatidae. De soort komt voor in het Palearctisch gebied.